# Guillermo VI de Montferrato
Guillermo VI (aprox. 1173 - Almyrós, 17 de septiembre de 1225) fue marqués de Montferrato desde 1203 y pretendiente al trono del reino de Tesalónica desde 1207. Era hijo del marqués de Bonifacio de Montferrato y su primera esposa, Helena de Bosco. Adoptó el título de marqués antes de la muerte de su padre, presumiblemente debido a su ausencia en Grecia. Llegó a Grecia en 1225 para ayudar a su medio hermano Demetrio a reconquistar el reino de Tesalónica, pero antes de llegar a la ciudad murió de fiebre a pesar de que se decía que había sido envenenado.

## Juventud
Guillermo era el primogénito del marqués Bonifacio I, siendo el único hijo que tuvo con su primera esposa, Helena del Bosco. Guillermo nació destinado a heredar todas las posesiones de su padre. Participó en diversas campañas con su padre, tales como la Batalla de Montiglio, en la que los hombres de las ciudades de Asti y Alessandria fueron derrotados en 1191. Entre 1193 y 1199 apareció en muchos de los actos públicos de su padre. El 12 de junio de 1199, fue puesto al cargo de Acqui Terme con veinte caballeros para luchar contra Alessandria y, el 27 de octubre, se presentó cerca de Saluggia para firmar el pacto con la ciudad de Vercelli.

## Guerra contra Asti
Bonifacio I se embarcó en 1203 en la Cuarta Cruzada como el líder del ejército cristiano. De acuerdo con las promesas hechas a Asti y Alessandria en el tratado de paz que finalizó con la contienda, abdicó oficialmente en su hijo Guillermo antes de partir hacia Oriente. Los ciudadanos de Asti tenían un largo historial de rebeliones y su poder estaba aumentando. Además, gozaban de la protección de Milán, por lo que Guillermo regresó a Asti inmediatamente después de despedir a su padre. En agosto, con el apoyo de su padre, formó una alianza con Alba y Alessandria para reducir una nueva rebelión de Asti. Sus aliados resultaron ser de poco valor, teniéndoles que hacer muchas concesiones y, aun así, fue derrotado en el campo de batalla. En abril de 1206, entabló negociaciones con Asti. El tratado de paz era nefasto para Montferrato, pero los tres aliados lo ratificaron. Guillermo prometió obtener la ratificación de su padre, pero Bonifacio falleció en las Cruzadas sin llegar siquiera a tener conocimiento de ello.

## Guerra contra los gibelinos
Tradicionalmente, la familia Aleramici pertenecía a la facción gibelina y apoyaba a la familia Hohenstaufen en sus intereses en Italia. Guillermo, sin embargo, prestó su apoyo a Otón de Brunswick, el candidato güelfo al trono imperial. Aunque Guillermo esperaba que el poder del emperador se dirigiera contra sus enemigos, la realidad es que Otón solo le ayudó de forma directa contra los pequeños potentados locales que representaban una amenaza pequeña. El único éxito de la alianza se produjo con el saqueo de Cuneo. 

## Relación con Frederico II
Viendo el poco provecho que le proporcionaba el apoyo a Otón, en la Dieta de Lodi le abandonó para prestar su apoyo a Federico II Hohenstaufen, el candidato gibelino. El 15 de julio de 1212, Guillermo se encontraba en Génova con otros señores gibelinos para recibir a Federico. Guillermo acompañó al joven emperador desde la ciudad a la camino que le llevaría a Alemania. En 1215, Guillermo participó en el Segundo Concilio de Letrán para apoyar la causa de Federico frente a Otón. En varias ocasiones posteriores volvió a viajar a Alemania para hablar con Federico, ocasiones que sus enemigos aprovecharon para confabular contra él. Pero todos los intentos por apropiarse de sus tierras resultaron infructuosos.
Durante este periodo, Guillermo guerreó contra Asti y Alessandria, pero sin resultados.

## Reclamación de sus derechos en Grecia
Durante los extenuantes años luchando contra rebeldes y güelfos, Guillermo decidió viajar a Grecia para defender las conquistas de su padre, que había fundado el reino de Tesalónica. Fue instigado por los eclesiásticos del marquesado y por el trovador Elías Carel para que partiese cuanto antes. Cuando finalmente decidió tomar la cruz, consciente de su pequeña aportación al esfuerzo total, decidió encaminarse por el camino de Egipto, a sugerencia del Papa Honorio III. Pero la llegada de su medio hermano Demetrio, huyendo del acoso de los griegos y la conspiración de los lombardos, dirigidos por su pariente Oberto II de Biandrate, quien deseaba hacer a Guillermo rey como sucesor de su padre, le convencieron para dirigirse directamente a Grecia. 
Se preparó a partir en varias ocasiones, pero cada vez se veía obligado a posponer su marcha por los ataques de sus enemigos del Piamonte o por los problemas económicos que le llevaron a hipotecar el marquesado a Federico II. Finalmente, intimidó a varias ciudades para que le diesen una ayuda en guerreros. En febrero de 1223 aún estaba presente en Italia acompañando a Federico II en Capua, Ferentino y Sora. Retrasado una y otra vez, se disponía a partir por fin en 1225 desde Brindisi cuando, para celebrarlo, decidió beber un brindis, cayendo enfermo en el último minuto. Su flota permaneció en puerto hasta la primavera de 1226, cuando, a instancias de Honorio III, se desmanteló. Los retrasos habían sido mortales para la expedición, muriendo el propio Guillermo en Almyrós el 17 de septiembre. El resto de su ejército fue atacado por una epidemia de disentería.

## Matrimonios y descendencia
El 9 de agosto de 1202 se casó con Berta, hija del marqués Bonifacio de Clavesana, conde de Cortemiglia. Tuvieron al menos tres hijos:
- Bonifacio II, que sucedió a su padre.
- Beatriz (1210 - 1274), Señora de Saint-Bonnet por propio derecho. Se casó en tres ocasiones:
  - El 15 de noviembre de 1219 con Guigues VI André de Borgoña, Delfín de Vienne.
  - En 1252, con Guy II, Señor de Baugé.
  - Y finalmente con Pierre de la Roue.
- Alicia (1215 - 1232), casada en mayo de 1229 con Enrique I de Lusignan, rey de Chipre entre 1218 y 1253.

Puede ser que Otón de Montferrato (fallecido en 1251), quien fue Obispo de Porto y Cardenal en 1227, fuese hijo de Guillermo VI; aunque no se sabe si fue hijo legítimo o no.
| Predecesor: Bonifacio I | Marqués de Montferrato 1207 - 1225 | Sucesor: Bonifacio II |